# DEFCON

DEFCON actual level

DEFCON (acronim pentru engl. Defense readiness Condition) este un termen ce definește treptele stărilor de alerta ale forțelor militare ale Statelor Unite ale Americii.

## Niveluri
| Nivel de alertă | Numele exercițiului | Descriere                                                      | Alertă                                                                           |
| --------------- | ------------------- | -------------------------------------------------------------- | -------------------------------------------------------------------------------- |
| DEFCON 1        | COCKED PISTOL       | Războiul nuclear este iminent sau a început deja               | Alertă maximă. Răspuns imediat.                                                  |
| DEFCON 2        | FAST PACE           | Următorul pas către războiul nuclear                           | Forțele armate trebuie să fie pregătite să fie desfășurate în mai puțin de 6 ore |
| DEFCON 3        | ROUND HOUSE         | Creștere a nivelului de alertă peste cel necesar în mod normal | Forțele Aeriene sunt pregătite de mobilizare în 15 minute                        |
| DEFCON 4        | DOUBLE TAKE         | Supraveghere și măsuri de securitate crescute                  | Alertă peste normal                                                              |
| DEFCON 5        | FADE OUT            | Cel mai scăzut nivel de alertă                                 | Alertă normală                                                                   |